# Karl Silberbauer
Karl Josef Silberbauer (n. 21 iunie 1911, Viena, Austro-Ungaria – d. 2 septembrie 1972, Viena, Austria) a fost un ofițer de poliție austriac, SS-Oberscharführer (sergent) și agent sub acoperire în cadrul Serviciului Federal de Informații al RFG. Silberbauer este cunoscut mai ales pentru activitățile desfășurate în orașul Amsterdam ocupat de naziști în timpul celui de-al Doilea Război Mondial. În perioada șederii sale la Amsterdam a fost promovat la rangul de Hauptscharführer (sergent major). În 1963 Silberbauer, care era pe atunci inspector în poliția din Viena, a fost demascat în calitate de comandant al echipei Gestapo-ului care a pătruns în 1944 în Anexa Secretă și a arestat-o pe Anne Frank, pe ceilalți fugari din anexă și pe protectorii lor.

## Biografie

### Primii ani
Născut la Viena, Silberbauer a servit în Armata Austriacă înainte de a-și urma tatăl în forțele de poliție în anul 1935. Patru ani mai târziu, el s-a alăturat Gestapo-ului, s-a mutat în Țările de Jos, iar în 1943 s-a transferat în cadrul Sicherheitsdienst din Haga. El a fost apoi repartizat la Amsterdam și atașat la „Sektion IV B 4” (Joden), o unitate recrutată din polițiști austrieci și germani și care se ocupa cu arestarea evreilor ascunși pe tot teritoriul Țărilor de Jos, ocupat de Germania Nazistă.

### Razia în Anexa Secretă a familiei Frank
Pe 4 august 1944 Silberbauer a primit de la superiorul său, SS-Obersturmführer (locotenent) Julius Dettmann, ordinul de a investiga un pont că un grup de evrei se ascundeau în camerele de la etaj ale clădirii de pe Prinsengracht 263. El a luat cu el câțiva polițiști olandezi și l-a interogat pe Victor Kugler cu privire la intrarea în ascunzătoare. Miep Gies și Johannes Kleiman au fost, de asemenea, chestionați și în timp ce Kugler și Kleiman au fost arestați, lui Gies i s-a permis să rămână în clădire. Otto Frank și Karl Silberbauer au fost intervievați după război cu privire la circumstanțele raziei, iar ambii au descris surpriza lui Silberbauer că cei ascunși s-au aflat acolo mai mult de doi ani. Frank și-a amintit că Silberbauer le-a confiscat banii și obiectele de valoare, scoțându-le din servieta lui Otto Frank, pe care a golit-o pe podea, împrăștiind hârtiile și caietele care formau jurnalul Annei Frank.
Imediat, protectorii Kugler și Johannes Kleiman, împreună cu Otto Frank, Edith Frank-Holländer, Margot Frank, Anne Frank, Hermann van Pels, Auguste van Pels, Peter van Pels și Fritz Pfeffer, au fost arestați și duși la sediul Gestapo-ului din Amsterdam. De acolo, cei opt care au stat ascunși în anexă au fost trimiși în lagărul de tranzit Westerbork și apoi la Auschwitz. Curând după aceea, Margot Frank și Anne Frank au fost trimise la Bergen-Belsen, unde au murit de tifos, cu trei săptămâni înainte ca lagărul să fie eliberat de forțele britanice. Victor Kugler și Jo Kleiman au fost trimiși în lagăre de muncă. Dintre cele zece persoane arestate, numai Otto Frank, Kugler și Kleiman au supraviețuit.

### Activitatea în serviciile de informații
Silberbauer s-a întors la Viena în aprilie 1945 și a efectuat paisprezece luni de închisoare pentru folosirea brutalității excesive împotriva membrilor Partidului Comunist Austriac. După eliberarea sa, Silberbauer a fost recrutat de către Serviciul Federal de Informații (BND) al RFG și a lucrat timp de zece ani ca agent sub acoperire. Potrivit reporterului Peter-Ferdinand Koch de la revista Der Spiegel, care i-a aflat activitățile sale postbelice în timp ce efectua cercetări cu privire la misiunile desfășurate de foștii naziști în cadrul BND, Silberbauer s-a infiltrat în organizațiile neonaziste și prosovietice din Germania de Vest și Austria. Superiorii săi din cadrul BND credeau, în mod corect, că trecutul lui Silberbauer de membru SS îi va face pe neonaziști să nu-i pună în discuție loialitatea.
Probabil ca urmare a presiunii BND, Silberbauer a fost repus în funcție de către Kriminalpolizei (Kripo) din Viena în 1954, la patru ani de la publicarea traducerii germane a Jurnalului Annei Frank, și a fost promovat la gradul de Inspektor.

### Investigația Centrului Wiesenthal
Supraviețuitorul Holocaustului și vânătorul de naziști Simon Wiesenthal a început căutarea lui Silberbauer în 1958, după ce negaționiștii Holocaustului din Austria l-au provocat să dovedească că Anne Frank a existat în realitate și nu era doar un mit. Un negaționist al Holocaustului a declarat că, dacă va fi găsit ofițerul ce a arestat-o pe Anne Frank și acesta va recunoaște, va admite existența Holocaustului.
În timpul investigației poliției olandeze din 1948 cu privire la raidul din Anexa Secretă, numele lui Silberbauer fusese prezentat ca „Silvernagel”. Detectivii Poliției olandeze care-l însoțiseră în cadrul raidului au fost identificați de către Miep Gies, care și-a amintit că șeful echipei avea un accent vienez tipic clasei muncitoare. Polițiștii olandezi au pretins că nu-și amintesc nimic în afară de forma eronată a numelui de familie al superiorului lor.
Wiesenthal s-a gândit să-l contacteze pe tatăl Annei, Otto Frank, dar a aflat că el se pronunța în favoarea iertării și împăcării. Otto Frank credea, de asemenea, că persoana responsabilă pentru denunțarea la Gestapo, nu polițiștii care i-au arestat, purta cea mai mare responsabilitate. Wiesenthal, cu toate acestea, a fost determinat să acționeze pentru a combate creșterea activității de negare a Holocaustului și a continuat căutarea lui „Silvernagel”. La sfârșitul primăverii anului 1963, după ce a exclus din cercetarea sa numeroși cetățeni austrieci cu nume similare, Wiesenthal a primit de la anchetatorii olandezi o fotocopie după cartea de telefon din 1943 a Gestapo-ului din Țările de Jos. În cele două ore ale zborului de la Amsterdam la Viena, Wiesenthal a găsit numele „Silberbauer” printre persoanele atașate la „Sektion IV B 4” și i s-a părut brusc că avionul zbura prea încet și abia aștepta să aterizeze la Viena pentru a-și verifica ipoteza.
Odată ajuns la Viena, Wiesenthal l-a sunat imediat pe dr. Josef Wiesinger, care se ocupa cu investigarea crimelor naziste în cadrul Ministerului de Interne al Austriei. După ce i s-a spus că Silberbauer ar putea fi încă polițist, Wiesinger a insistat că erau „cel puțin șase Silberbauer în poliția din Viena” și i-a cerut să facă o cerere scrisă. Pe 2 iunie 1963, Wiesenthal a trimis prin poștă o cerere detaliată, dar i s-a spus luni de zile că poliția din Viena încă nu-și finalizase cercetările și nu descoperise nimic concret.

### Demascarea
În realitate, poliția vieneză îl identificase aproape imediat pe Inspektor-ul Silberbauer. După ce el a recunoscut că a participat la arestarea Annei Frank, conducerea Ministerului s-a temut că divulgarea trecutului acestuia ar crea o zarvă mare în presă și în cadrul opiniei publice. Prin urmare, poliția din Viena l-a suspendat pe Silberbauer din cadrul Kripo, fără plată, „în așteptarea anchetei și a unei eventuale puneri sub urmărire” și i-a ordonat „să-și țină gura” cu privire la motivele pentru care a fost suspendat. În schimb, Silberbauer s-a plâns că a fost suspendat și a dezvăluit motivele acesteia unui coleg polițist. Colegul său, care era membru al Partidului Comunist Austriac, a informat ziarul oficial al partidului, care a publicat știrea pe 11 noiembrie 1963. După ce ziarul sovietic Izvestia a lăudat „munca detectivistică a tovarășilor austrieci”, Wiesenthal s-a înfuriat și a prezentat întreaga poveste mass-mediei olandeze, comunicând adresa personală a lui Silberbauer. Atunci când reporterii au ajuns la ușa casei din Viena a lui Silberbauer, polițistul a recunoscut că el a arestat-o pe Anne Frank.
Când a fost întrebat despre jurnalul Annei Frank, Silberbauer a declarat: „am cumpărat cărțulia săptămâna trecută ca să văd dacă se vorbește despre mine. Nu se pomenește nimic”. După ce un reporter i-a spus că el „ar fi putut fi primul care a citit-o”, Silberbauer a chicotit și a spus: „Așa e, domnule! Nu m-am gândit niciodată la asta. L-aș fi putut lua de jos”.

### Amintirile lui Silberbauer cu privire la arestare
Amintirile lui Silberbauer cu privire la arestare au fost deosebit de vii – el și-a amintit, în special, de Otto și Anne Frank. Atunci când l-a întrebat pe Otto Frank cât timp au stat ascunși, Frank a răspuns: „Doi ani și o lună”. Silberbauer nu a crezut, până când Otto i-a arătat semnele făcute pe perete pentru a măsura înălțimea Annei începând din momentul în care au ajuns în anexă, care demonstrau că ea a crescut chiar și de la ultima măsurătoare pe care a făcut-o. Silberbauer a spus că Anne „arăta ca în imaginile din cărți, dar un pic mai mare și mai frumoasă. „Ai o fiică drăguță”, i-am spus domnului Frank”.
Deși el a dezvăluit ceea ce știa, Silberbauer nu a putut să furnizeze niciun fel de informație care să ajute ancheta poliției olandeze să identifice persoana care i-a furnizat pontul. El a explicat că pontul fusese primit de comandantul său, locotenentul SS Julius Dettmann, care i-a spus doar că informația provenea de la o „sursă de încredere”. Din moment ce Dettmann s-a sinucis într-un lagăr de prizonieri de război după sfârșitul conflagrației, cea de-a doua investigație a ajuns, de asemenea, într-o fundătură.

### Audierea
Deși guvernul austriac a declarat că nu au fost găsite dovezi care să demonstreze vina personală a lui Silberbauer în deportarea familiei Frank și că arestarea Annei Frank „nu justifica nici arestarea lui Silberbauer, nici punerea lui sub acuzare pentru crimă de război”, Poliția din Viena a convocat o audiere disciplinară. Printre martori s-a aflat și Otto Frank, care a mărturisit că Silberbauer „n-a făcut decât să-și îndeplinească datoria și s-a comportat corect” în timpul arestării. Otto Frank a adăugat, cu toate acestea: „singurul lucru pe care îl cer este să nu fiu obligat să-l revăd pe acest om”.
Ca urmare, comisia de cercetare disciplinară a poliției l-a exonerat pe Silberbauer de orice vinovăție. Suspendarea sa neplătită a fost ridicată, iar el a fost reintegrat în aparatul Poliției din Viena și repartizat la „Biroul de identificare” (Erkennungsamt).
Inspektor-ul Karl Joseph Silberbauer a murit la Viena, în 1972. El este înmormântat în cimitirul Mauer Friedensstrasse, unde este îngropată și soția sa, Barbara.